# Kelso Rugby Football Club
Pour les articles homonymes, voir Kelso (homonymie).
Maillots
Dernière mise à jour : 9 octobre 2024.
Kelso RFC est un club écossais de rugby à XV situé à Kelso, dans les Borders, au sud de l'Écosse, qui évolue dans le Championnat d'Écosse, l'élite du rugby écossais.

## Histoire
Fondé en 1876, Kelso remporte à plusieurs reprises le championnat « non officiel » et la Border League. Depuis la réorganisation des compétitions en 1973, le club remporte le championnat deux fois.

## Palmarès
- Champion d'Écosse en 1948 (non officiel), 1988 et 1989
- Champion d'Écosse de D2 en 1973, 1978, 1992 et 1995
- Finaliste de la Coupe d’Écosse en 1998 et 1999
- Vainqueur de la Border League en 1931, 1934, 1937, 1986, 1987

## Joueurs célèbres
Le club fournit 16 joueurs à l’Équipe d’Écosse, dont les joueurs suivants :
- Roger Baird
- Gary Callander
- John Jeffrey
- Alan Tait